# ムレナ型エアクッション揚陸艇
ムレナ型エアクッション揚陸艇（Десантный катер проекта 12061 «Мурена»、Murena type Air-cushioned Landing craft）は、ソビエト連邦／ロシアのエア・クッション型揚陸艇である。ミレナ型と表記される場合もある。«Мурена»とはウツボの意。

## 概要
ムレナ型は通常の揚陸艇であればLCMと同等の規模を持つ中型の揚陸艇であり、西側の同種の艦艇と比べて武装の充実した構成となっている。このため、揚陸艇としての運用の他、高速哨戒艇としての運用も考慮されていた。
1206.1号計画Murenaと、1206.1E号計画Murena-Eが存在し、前者に対してNATOコードネーム「Tsaplya(アオサギの意)」が与えられた。

### ムレナ型
ムレナ（1206.1 Murena、NATOコードネームツァプリャ型）は、ソ連、ロシア国内向けである。レベッド型エアクッション揚陸艇（1206 Kalmar）の拡大改良版であった。主任設計師は、S.セミョーノフ。40t以上の積載も可能であるが（E型を運用する大韓民国海軍では、最大50tとしている）、この場合には大幅に速度が低下した模様である。
最初の1隻はフェオドシヤで建造され、1982年より配備が開始された。レベッド型と同様にイワン・ロゴフ級揚陸艦への搭載が可能であったが、より重武装であるために哨戒任務にも使用された。中国との国境の河川配備用として国境警備隊向けにも生産され、1990年代初頭には10隻が配備された。
その後、ソビエト連邦の崩壊に伴って退役が開始された。1995年には3隻が解体され、就役中の艇は存在しなかった。

#### 同型艦
判明分のみ。
- D-453 - 1985年就役。
- D-458 - 1986年就役。
- D-259 - 1987年就役。
- D-285 - 1988年就役。
- D-447 - 1989年就役。
- D-323 - 1990年就役。
- D-142 - 1991年就役。1991年8月4日にアムール川で事故を起こし修理。1994年にロシア国境軍に編入。
- D-143 - 1992年就役。

### ムレナ-E型
ムレナ-E（1206.1E Murena-E）は、輸出型を指す名称である。2005年より大韓民国海軍へハバロフスクで建造された3隻が輸出されており、クウェート海軍へ2隻の輸出も決定している。
韓国向けの1隻は、運用直前の2005年11月に事故を起こし大破している。イワン・ロゴフ級と異なり独島級揚陸艦には搭載できないため、独島級にはソルゲ-631級エアクッション揚陸艇が搭載される。

#### 要目
以下は、主にRosoboronexportのカタログによる数値である。
- 満載排水量：150t（積載重量24t込み）
- 全長：31.3m
- 全幅：14.8m
- 全高：10.5m（エア・クッション停止時）、15.2m（エア・クッション作動時）
- 機関：MT-70M ガスタービンエンジン　2基(20,000hp)
- 最大速度：55kt以上
- 巡航速度：50kt（24t積載時)
- 航続距離：200nm、軽貨時300nm
- 武装：
  - AK-630 30mm機関砲 2基
  - 9K310-1「イグラ-1M」携帯対空ミサイル用MANPADS:8箇所
- 乗員：12名
- 搭載量：積載重量24t。歩兵130人または装甲戦闘車両3台など。

#### 同型艦
大韓民国海軍向け
- LSF-621 - 2006年就役。
- LSF-622 - 2006年就役。
- LSF-623 - 2006年就役。

## 注
1. ↑  MILITARY PARADE（2010年5月18日確認）
2. ↑  Rosoboronexport（PDF、2010年5月18日確認）